# Campoctonus currani
Campoctonus currani är en stekelart som först beskrevs av Henry Lorenz Viereck 1925.  Campoctonus currani ingår i släktet Campoctonus och familjen brokparasitsteklar. Inga underarter finns listade.